# Федякин, Андрей Анатольевич
Андре́й Анато́льевич Федя́кин (8 июня 1959, Владивосток, РСФСР, СССР) — советский и российский футболист, российский футбольный тренер. Мастер спорта СССР. «Отличник физической культуры и спорта России».
В составе владивостокского «Луча» многолетний капитан провёл 17 сезонов с 1980 по 1996 год как игрок второй, первой и высшей лиг. Сыграл 447 матчей.
В высшей лиге провёл 33 матча.
После завершения профессиональной карьеры играл на любительском уровне в чемпионате Владивостока по мини-футболу. Капитан команды «Тигры Владивостока» — команды ветеранов «Луч-Энергии».
С 1996 года по 2003 год с небольшим перерывом входил в тренерский штаб «Луча», в сезонах 1998—1999 был главным тренером. Возглавлял команду «Мостовик-Приморье» Уссурийск.

## Достижения
- Победитель Первого дивизиона России: 1992